# Wutha-Farnroda
Wutha-Farnroda là một đô thị trong huyện Wartburg ở bang Thüringen, Đức. Đô thị này có diện tích 36,55 km².